# Есть здесь кто-нибудь?
«Есть здесь кто-нибудь?» (англ. Is Anybody There?) — британская драма 2008 года режиссёра Джона Кроули.

## Сюжет
Конец 1980-х. 11-летний Эдвард (Билл Милнер) живёт в доме престарелых, который содержат его родители. Постоянно наблюдая старение и смерть, он начинает задумываться об этом, интересуется «миром духов» и возможностью связи с «потусторонними обитателями». Вскоре в доме появляется Кларенс (Майкл Кейн), в прошлом известный фокусник. Этому старику, испытывающему тяжёлую депрессию из-за чувства вины после развода с покойной женой, будет суждено вернуть мальчику интерес к жизни.

## В ролях
- Майкл Кейн — Кларенс
- Билл Милнер — Эдвард
- Энн-Мари Дафф — мать
- Дэвид Моррисси — отец
- Гэррик Хэгон — Дуглас
- Розмари Харрис — Элси
- Энджи Инвордс — Мэвис
- Элизабет Сприггс — Пруденс

## Дополнительная информация
Премьера фильма состоялась на международном кинофестивале в Торонто в 2008 году. В США фильм был показан 17 апреля 2009 года, а в Великобритании 1 мая 2009 года.